# Kamieniołom Kielniki

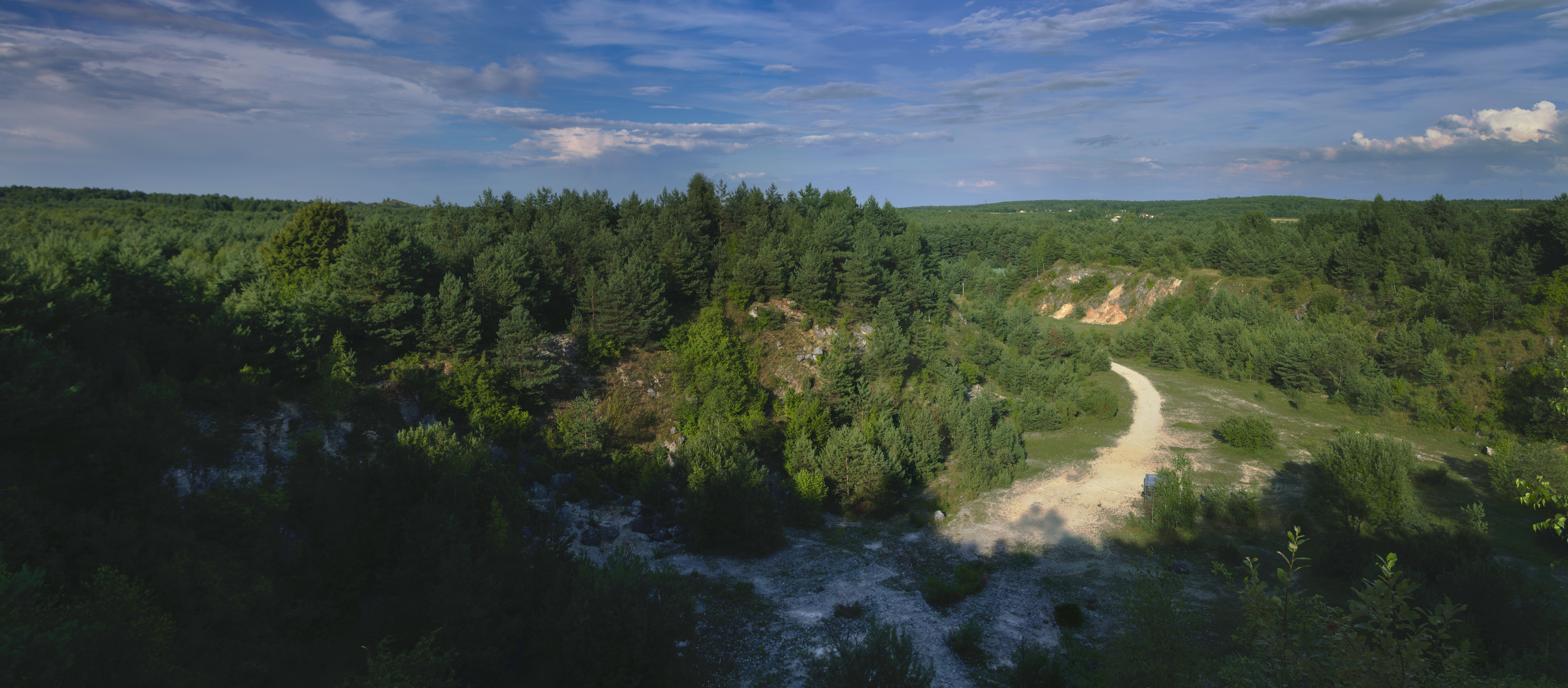

Kamieniołom Kielniki – nieczynny kamieniołom wapieni w Olsztynie w województwie śląskim, w powiecie częstochowskim. Znajduje się na wzgórzu Kielniki w odległości około 1 km na południowy wschód od zamku w Olsztynie. Jest to teren Wyżyny Częstochowskiej w makroregionie Wyżyny Krakowsko-Częstochowskiej.
Wyrobisko kamieniołomu to duże, płaskodenne zagłębienie w ziemi, z trzech stron otoczone bardzo stromymi ścianami zbudowanymi z wapieni gruboławicowych oraz masywnych bloków wapiennych. U podstawy ścian w niektórych miejscach znajdują się oddzielone od nich duże bloki tworzące stożki nasypowe. Na blokach tych widoczne są nacieki grzybkowe i polewy pochodzące z jaskiń zniszczonych podczas eksploatacji. Ściany wyrobiska pocięte są gęstą siecią uskoków, szczególnie dobrze widocznych w zachodniej ścianie wyrobiska. Na dnie wyrobiska występują leje krasowe z czerwono ceglastymi osadami zwanymi „terra rosa”. W wapieniach kamieniołomu znajdywane są głównie pochodzące z dawnych okresów geologicznych skamieniałości ramienionogów (głównie z rodzaju Septaliphoria i Lacunosella) i gąbek, rzadziej liliowców i jeżowców, sporadycznie amonitów. W ścianach kamieniołomu występują soczewkowate biohermy.
Wydobywane tutaj wapienie wykorzystywane były głównie do otrzymywania wapna palonego na potrzeby budownictwa. W Olsztynie istniało kilka wapienników, w których je wypalano. Zaprzestano eksploatacji w latach 70. XX wieku ze względu na ochronę środowiska i zagrożenie dla pobliskiego zamku w Olsztynie. Obecnie kamieniołom jest geostanowiskiem i atrakcją turystyczną. Prowadzi przez niego znakowana ścieżka dydaktyczna z tablicami informacyjnymi.
W najwyższej ścianie zachodniej zachowała się jeszcze jedna z jaskiń – Jaskinia w Kielnikach. Jej otwór znajduje się u podstawy ściany. Druga Jaskinia Magazyn znajduje się u południowo-wschodniej podstawy wzgórza Kielniki.

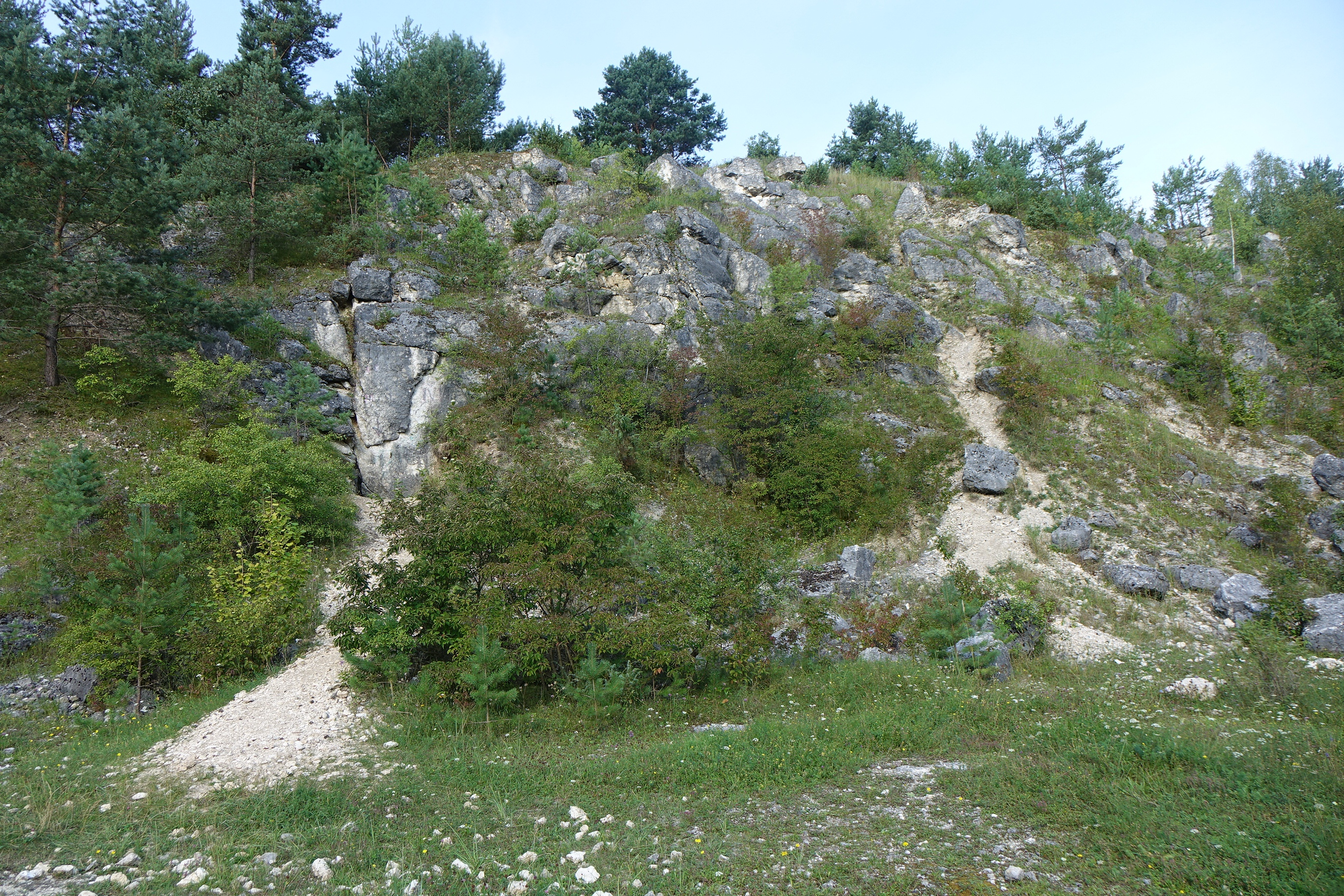
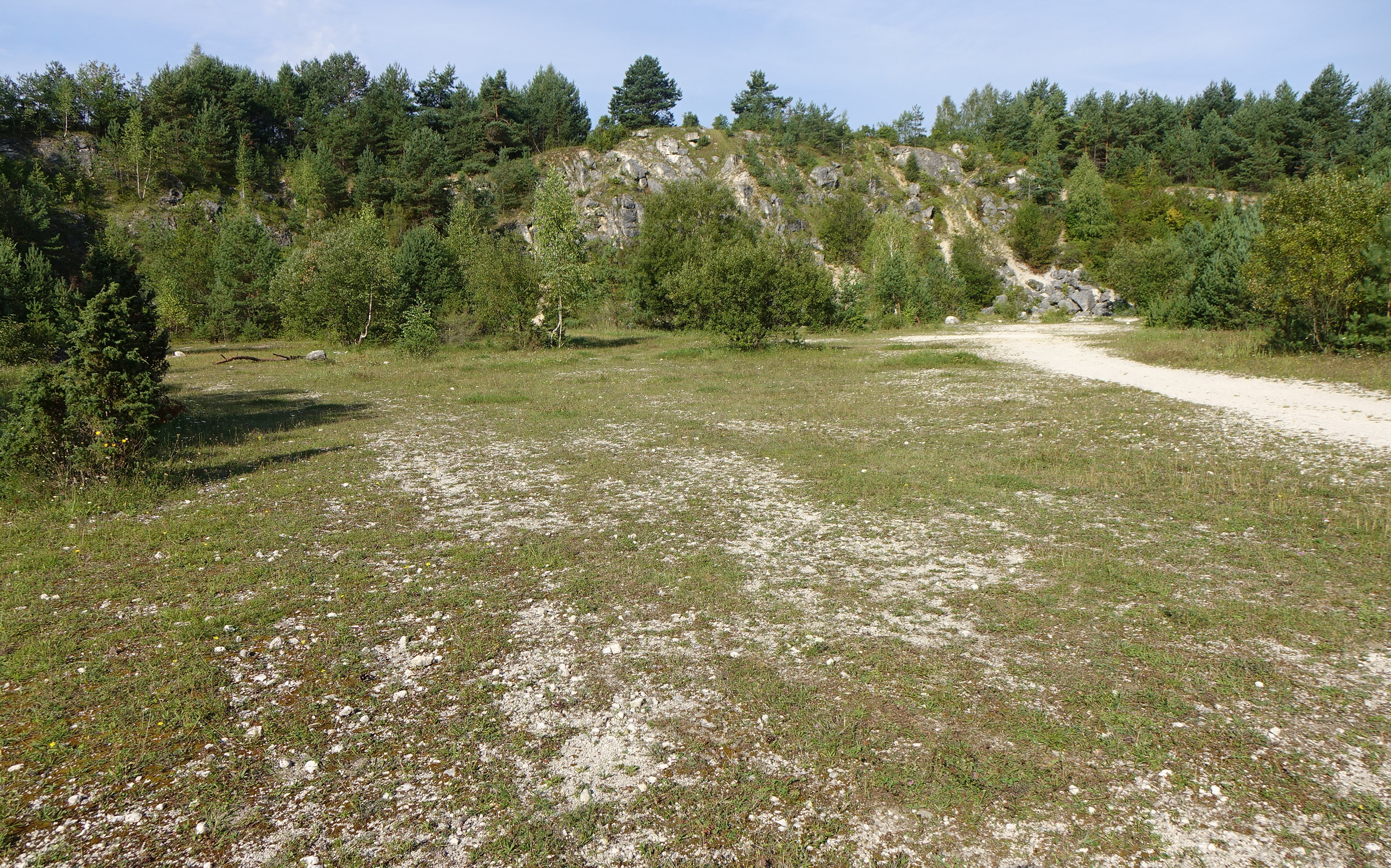
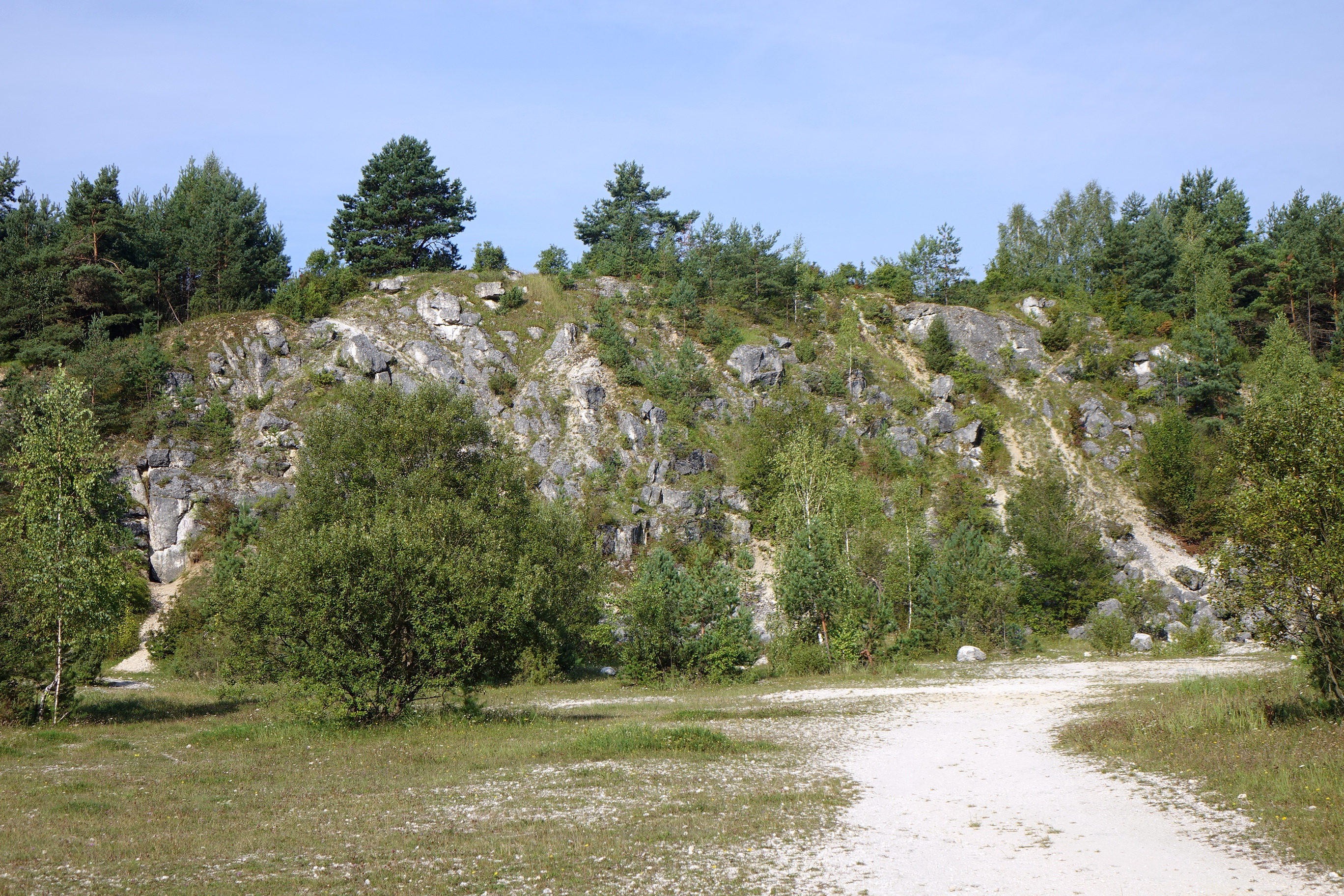
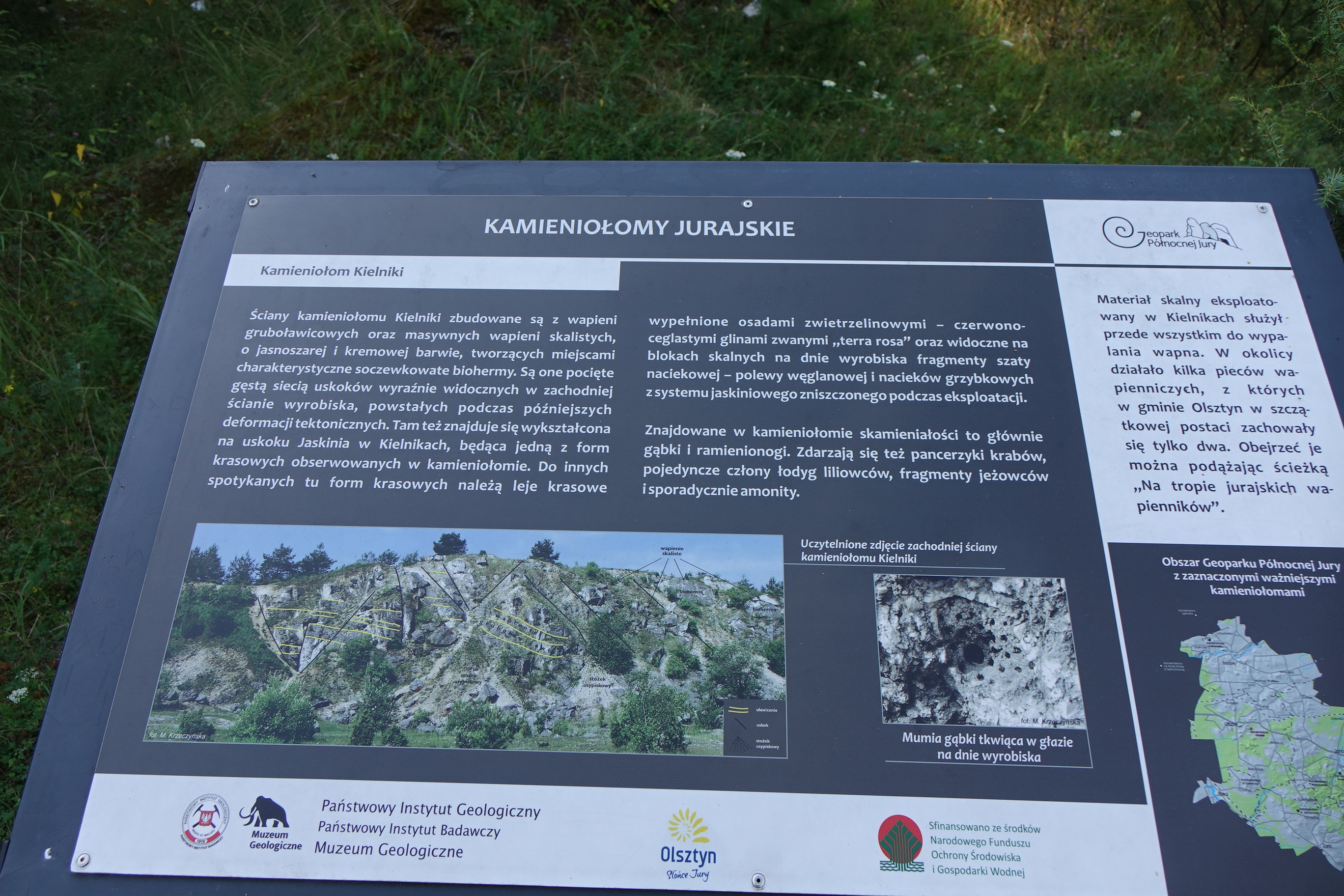
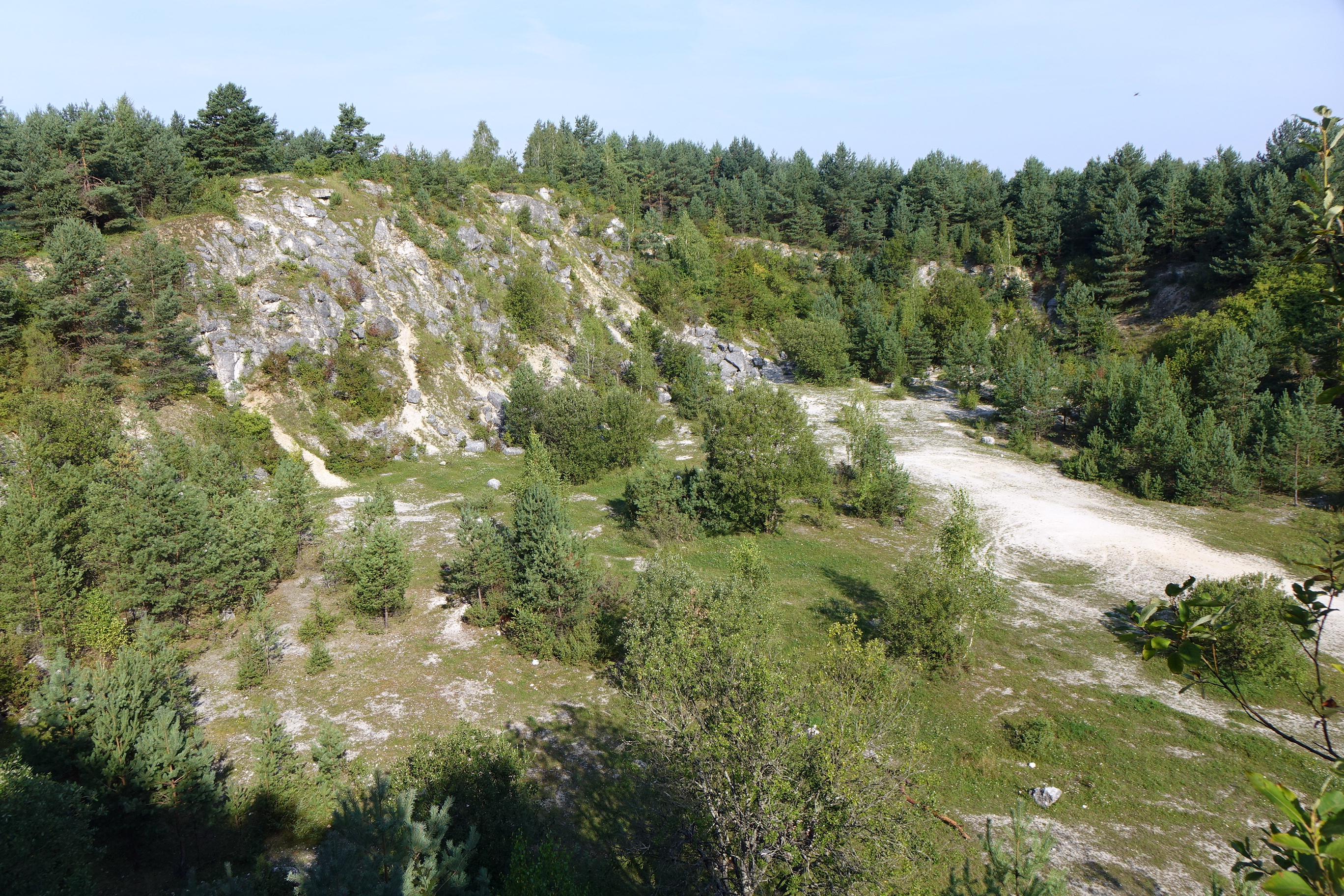
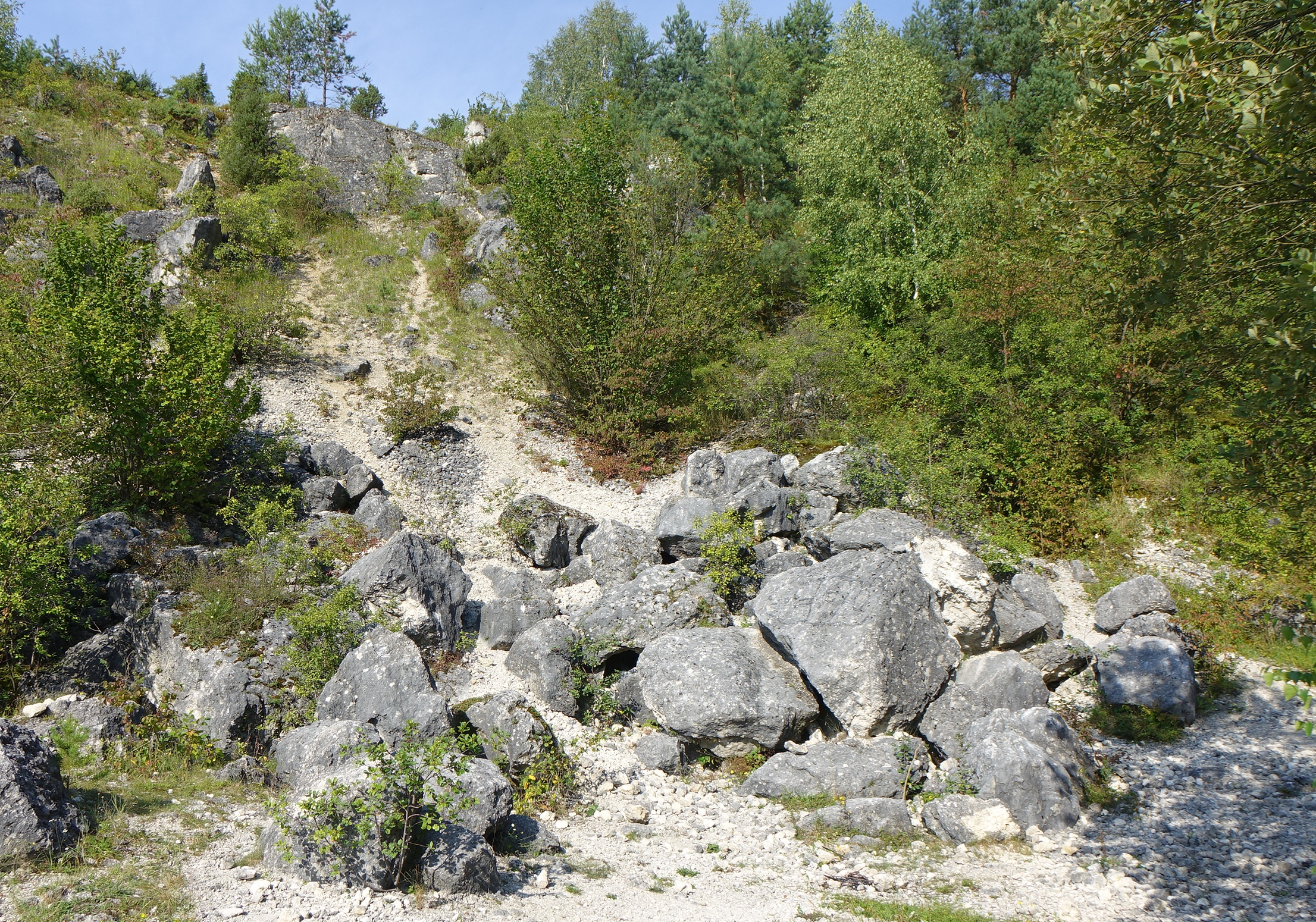